# Wolfgang Rest
Wolfgang Rest (* 2. April 1957 in Wien) alias W. V. Fares ist ein österreichischer Filmschaffender, unter anderem als Produzent, Drehbuchautor und Produktionsmanager.

## Leben
Rest ist Co-Drehbuchautor der österreichischen Fernsehserie Dolce Vita & Co und Regisseur von Der Spanienkämpfer. Bis 1990 war er freiberuflicher Filmschaffender, dann bis 2004 Herstellungsleiter/Producer bei MR Film. 2004/2005 war er verantwortlich für die Realisierung der „25PEACES“. Von 2012 bis 2014 war er Geschäftsführer von KidsTV und Family Pictures. Seit Sommer 2014 widmet er sich wieder ausschließlich seiner eigenen, 2007 gegründete Filmproduktion „FILM27 Multimedia Produktions GmbH“, mit der er Fernsehfilme für ORF, ZDF, ARD-Degeto, Puls 4, Sat.1 uva. produziert, teilweise in Zusammenarbeit mit Phönix Film, Constantin Television, Aspekt Telefilm, Ninety Minute Film u. v. a.

## Filmografie

### Regie
- 2006: Der Spanienkämpfer

### Drehbuchautor
- 1991: Wolfgang A. Mozart (Titel in Österreich: Wolfgang – Mehr als ein Prinz)
- 2001: Dolce Vita & Co. (Titel der zweiten Staffel in Österreich: Dolce Vita & Co. 2)
- 2006: Der Spanienkämpfer

### Produzent
- 1990: Tunnelkind
- 1991: Jag Mandir: Das excentrische Privattheater des Maharadscha von Udaipur
- 2007: Wir sind so verhasst (Nous nous sommes tant haïs)
- 2007: Der Spanienkämpfer
- 2008: Das Musikhotel am Wolfgangsee
- 2010: Tante Herthas Rindsrouladen
- 2011: Bollywood lässt Alpen glühe
- 2012: Verfolgt – Der kleine Zeuge
- 2012: Am Ende die Hoffnung
- 2013: Tom Turbo – Von 0 auf 111
- 2013: Die Frau in mir
- 2014: Die Fremde und das Dorf
- 2016: Ein Geheimnis im Dorf – Schwester und Bruder
- 2017: Treibjagd im Dorf
- seit 2018: Dennstein & Schwarz (Filmreihe)
  - 2018: Sterben macht Erben
  - 2019: Pro bono, was sonst!
  - 2020: Rufmord
- 2021: Tatort: Das Tor zur Hölle
- 2023: Am Ende wird alles sichtbar
- 2025: Tatort: Messer

### Produktionsmanager
- 1991: Sibirien
- 1991: Tunnelkind
- 1993: Ein Bock zuviel
- 1993: Operation Dunarea
- 1995: Schnellschuß (Quick Shot)
- 1995: Das Verzauberte Lied (The Enchanted Song)

### Andere
- 1978: Fremd bin ich eingezogen (Produktionsassistent)
- 1981: Anima – Symphonie phantastique (Produktionsassistent)
- 1986: Anastasia: The Mystery of Anna (Anastasia, Miniserie, location manager)
- 1987: Gewitter im Mai (In Europa unter Thunderstorm in May bekannt)
- 1991: The Strauss Dynasty (location manager)